# البيت الأعلى (بعدان)

تعديل مصدري - تعديل

البيت الأعلى محلة تابعة لقرية المحلا، التابعة لعزلة الحرث بمديرية بعدان إحدى مديريات محافظة إب في الجمهورية اليمنية، بلغ تعداد سكانها 156 حسب تعداد اليمن لعام 2004.